# Apokalyptická a postapokalyptická sci-fi
Apokalyptická a postapokalyptická sci-fi je speciálním podžánrem sci-fi, který operuje s katastrofou, která postihne lidstvo. V případě, že se děj odehrává během této katastrofy či krátce po ní, ocitají se hrdinové žánru v mezních situacích, v nichž je těžké, nemožné, popřípadě krajně nevhodné (z hlediska přežití) dodržovat zvyky a morální zásady, kterými je vybavila civilizovaná společnost. Pokud se děj odehrává delší dobu po katastrofě, je v postapokalyptické sci-fi popisovaná společnost na nižší technologické úrovni než společnost před katastrofou, která je často buďto zapomenuta či nějakým způsobem mytizována.
Autoři se často soustředí na jimi předpokládané proměny civilizovaného chování v chování odpovídající drsnější situaci, odhaduji důsledky a dopady katastrofy na uspořádání společnosti a modelují (často i odlišné) strategie a taktiky jak se s nimi vypořádat.
Za zakladatelku je považována Mary Shelleyová (1797–1851) svým románem Poslední člověk, anglicky The Last Man.

### Knihy
Za jednu ze základních ikon žánru je považován román Johna Wyndhama Den trifidů (posléze doplněný o víceméně volné pokračování Simona Clarka Noc trifidů). V první knize je líčena katastrofa, během níž je většina lidstva stižena slepotou, čehož využijí inteligentní a smrtelně nebezpečné rostliny vyšlechtěné a pěstované člověkem (trifidé) ke vzpouře a ovládnutí většiny Země. Sledujeme zoufalou snahu několika jedinců o přežití a vytvoření životaschopných komunit. V knize Noc trifidů pak je líčeno uspořádání a přežívání nově vzniklých společností, které se snaží pomalu navázat na minulost a obnovit vládu lidstva nad světem a boje mezi nimi.
Wyndhamova postapokalyptická sci-fi Kukly popisuje život společenství lidí žijících neznámou dobu (stovky až tisíce let) po katastrofické nukleární válce, kteří se snaží bojovat za zachování lidského druhu i všech zvířat a rostlin v jejich původní, nezmutované, podobě.
Dmitrij Gluchovský se proslavil svými knihami Metro 2033, Metro 2034 a Metro 2035, které popisují život v Moskevském metru po jaderné válce, kdy po povrchu pobíhají zmutovaní tvorové a je tak téměř nemožno tam žít.
Dalším známým dílem je román Smrt trávy Johna Christophera, v níž choroba zlikviduje všechny rostliny čeledi Poaceae (včetně všech obilnin) a připraví tak lidstvo o hlavní zdroj obživy.
Mezi postkatastrofické romány je možné počítat také Malevil Roberta Merleho. V tomto příběhu se malá skupina lidí, která přežila pravděpodobně atomovou válku na hradě Malevil, snaží zajistit obživu v postindustriálním světě beze všech civilizačních vymožeností.
Patří sem i více než devadesátidílná sci-fi sága Ledová společnost od francouzského spisovatele Georgese-Jeana Arnauda. Obšírná série vykresluje příběh civilizace, která se musela na Zemi přizpůsobit Nové době ledové. Celá lidská populace žije pod kopulemi měst na kolejích spojených rozsáhlou železniční sítí. Zde se odehrává boj o přežití a nadvládu, projevují se mocenské ambice mnoha často tajných frakcí.
Mezi moderní formy apokalypsy můžeme bezesporu zařadit tu v knize populárního autora Stephena Kinga Puls (na Slovensku „Mobil“). A nesmíme opomenout taky jeho klasické mistrovské dílo Svědectví.
Z českých autorů vyniká zejména Ondřej Neff a jeho kniha Tma, nebo upravená verze Tma 2.0, jež ukazuje průběh určitého druhu apokalypsy na území Česka, kde se setkáme s českými reáliemi.
Dále poté můžeme mezi apokalyptické a postapokalyptické knihy sérii Silo, která popisuje život, který se ze zničeného povrchu uchýlil do podzemního sila.
Další tematické knihy:
- Alej prokletí – Roger Zelazny
- Brána do pekel – Wayne Ford
- The Road/Cesta – Cormac McCarthy
- Cesta Krve – Jiří Kulhánek
- Čas šelmy – antalogie postapo povídek českých autorů fantasy
- Den Trifidů – John Wyndham
- Hvězdolet Vltava – Tomáš Lipner
- Chvalozpěv na Leibowitze – Walter M. Miller jr.
- Drsný spasitel – Miroslav Žamboch
- Kyborgovo jméno – Vladimír Šlechta
- Luciferovo kladivo – Larry Niven
- Malevil – Robert Merle
- Marťanská kronika – Ray Bradbury
- Ostří ozvěny – Vladimír Šlechta
- Panství – James Herbert
- Pošťák – David Brin
- Projekt Barserkr – Vladimír Šlechta
- Přechod – Justin Cronin
- Puls – Stephen King
- Rok pandemie – Jeff Carlson
- Smrt trávy – John Christopher
- Strážce snů – Vonda N. McIntyre
- Strážci ticha – Michel Jeury
- Svatý Leibowitz a Vládkyně divokých koní – Walter M. Miller jr.
- Svědectví – Stephen King
- Světová válka Z / World War Z – Max Brooks
- Špinavá práce – Petr Schink
- Temná Věž / The Dark Tower – Stephen King
- Tma – Ondřej Neff
- Tmavý odštěpek – Michel Jeury
- Vládci z nebes – John Brosnan
- Zákony silnějšího – Jiří Brossmann

### Povídky
- ...A ozve se Frankenstein – povídka A. C. Clarka
- Čtvrtý den – povídka A. C. Clarka
- Kdybych na tebe zapomněl, Země – povídka A. C. Clarka
- Noc a plíseň – povídka Stanisława Lema
- Přítel – povídka Stanisława Lema

### Komiksy
- Walking Dead
- Y: Poslední z mužů
- Zóna 0
- Gone With The Blastwave
- Romantically Apocalyptic
- Crossed
- Post-Nuke Comic

## Filmy
- Dvanáct opic
- Drtivý dopad
- Armageddon
- Den poté (film, 1983)
- Den poté (film, 2004)
- 28 dní poté
- 28 týdnů poté
- Vodní svět
- Šílený Max
- Šílený Max 2 – Bojovník silnic
- Šílený Max a Dóm hromu
- Království ohně
- Tank girl
- Terminátor 3: Vzpoura strojů
- Terminátor Salvation
- Potomci lidí
- Planeta opic
- Power Rangers R.P.M.
- Kniha přežití
- Vlákna (1984)
- Cesta (2009)
- Já, legenda
- Stake land
- The Postman - Posel budoucnosti
- The Walking Dead
- Absolon
- Malevil
- Equllibrium
- 1984
- Matrix
- Útěk z New Yorku
- Útěk z L.A.
- Útěk z Absolomu
- Poslední přesun (Česko, 1995)
- Konec srpna v hotelu Ozon (Československo, 1966)
- Zombieland
- Ticho na zemi (The Quiet Earth, 1985)
- Resident Evil 2–4
- Město Ember
- The Colony
- Malé PostApo (Česko, 2020)
- Delikatesy
- Tiché místo
- Bird box
- Geostorm
- Snowpiercer
- Interstellar
- Hunger Games
- Atlas mraků
- Cesta[nepřesný odkaz]

## Hry
- I am alive
- Série Fallout
- Doomtrooper
- Doom
- Série S.T.A.L.K.E.R.
- Metro 2033
- Metro: Last Light
- Metro Exodus
- DayZ
- Dying Light
- Série Resident Evil
- Série Carmageddon
- The Last of Us
- Soldiers of Anarchy
- The Fall: Last days of Gaia